# Ogan Komering Ilir
Ogan Komering Ilir là một regency (huyện) thuộc tỉnh Nam Sumatra, Indonesia. Huyện có diện tích 1903,693 km² với dân số vào khoảng 680.000 người. Huyện lị nằm tại Kayu Agung. Trên địa bàn huyện có Ogan-Komering lebaks, một hồ ngập nước, với diện tích đầm lầy vào khoảng 200.000 ha. Các nông sả chính của huyện là cà phê, mía đường, dầu cọ, cao su, cacao, dứa, chè và cá.

## Hành chính
Ogan Komering Ilir được chia thành 18 kecamatan (phó huyện/xã):
1. Air Sugihan
2. Cengal
3. Jejawi
4. Kota Kayu Agung
5. Lempuing Jaya
6. Mesuji
7. Pampangan
8. Pedamaran
9. Pematang Panggang
10. Sirah Pulau Padang
11. Tanjung Lubuk
12. Tulung Selapan
13. Teluk Gelam
14. Pedamaran Timur
15. Mesuji Makmur
16. Mesuji Raya
17. Lempuing Jaya
18. Pangkalan Lampam